# Higuera de la Sierra
Higuera de la Sierra ist ein Ort und eine Gemeinde (municipio) mit 1.307 Einwohnern (Stand: 2024) im Norden der südspanischen Provinz Huelva in der Autonomen Gemeinschaft Andalusien.

## Lage
Higuera de la Sierra liegt auf einer Anhöhe im westlichen Teil der Sierra Morena knapp 125 km nordnordöstlich der Hafenstadt Huelva und etwa 95 Kilometer nordwestlich von Sevilla in einer Höhe von ca. 620 m am Rande des Parque Natural Sierra de Aracena y Picos de Aroche.
Das Klima im Winter ist gemäßigt, im Sommer dagegen warm bis heiß; die Niederschlagsmengen (ca. 600 mm/Jahr) fallen – mit Ausnahme der nahezu regenlosen Sommermonate – verteilt übers ganze Jahr.

## Bevölkerungsentwicklung
| Jahr      | 1970  | 1980  | 1990  | 2000  | 2010  | 2020  |
| Einwohner | 1.953 | 1.460 | 1.330 | 1.284 | 1.391 | 1.325 |

Der deutliche Bevölkerungsrückgang in der zweiten Hälfte des 20. Jahrhunderts ist im Wesentlichen auf die Mechanisierung der Landwirtschaft und den damit einhergehenden Verlust an Arbeitsplätzen zurückzuführen.

## Sehenswürdigkeiten
- Sebastianuskirche (Iglesia de San Sebastián) aus dem 16. Jahrhundert
- Antoniuskapelle
- Christuskapelle

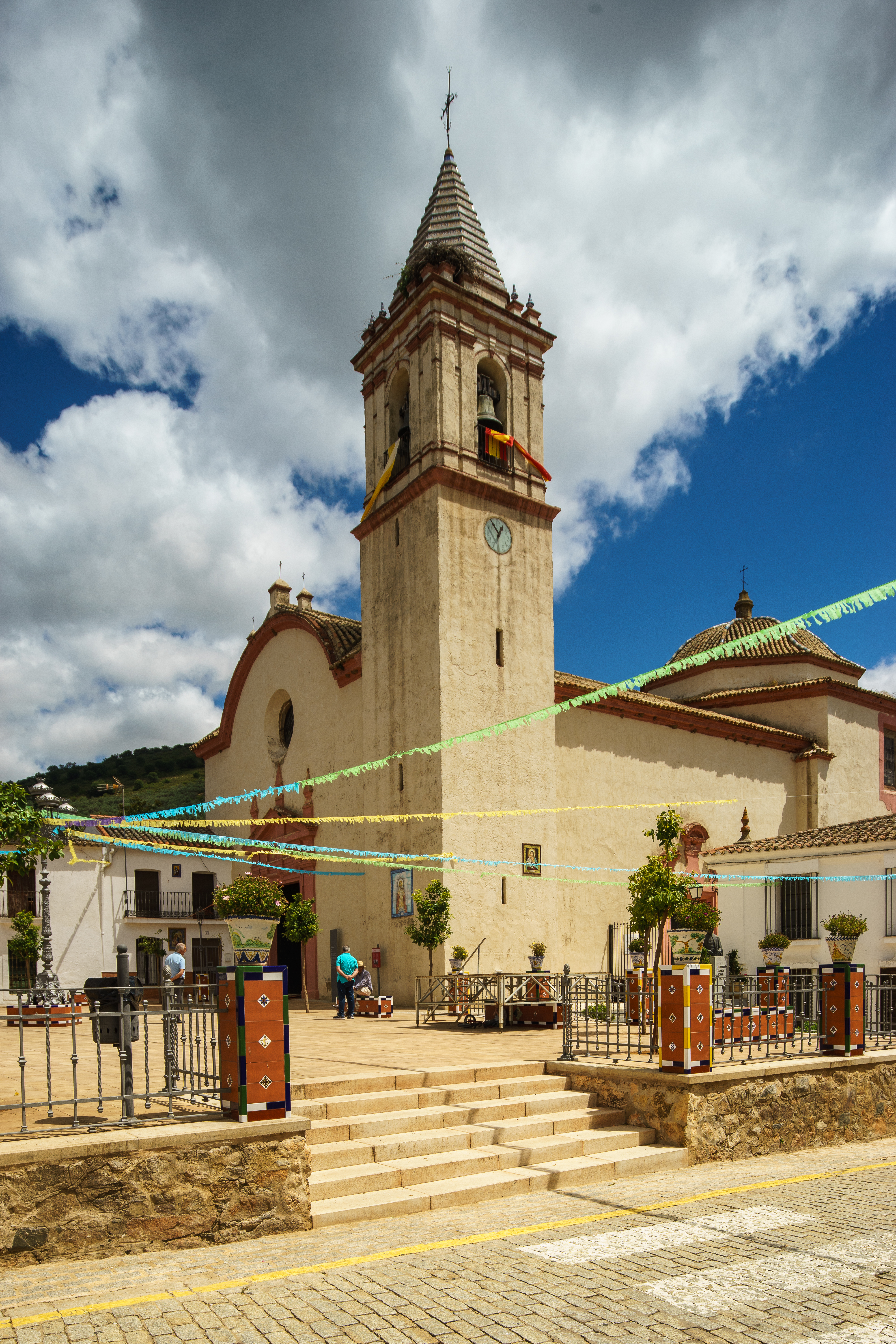
Sebastianuskirche
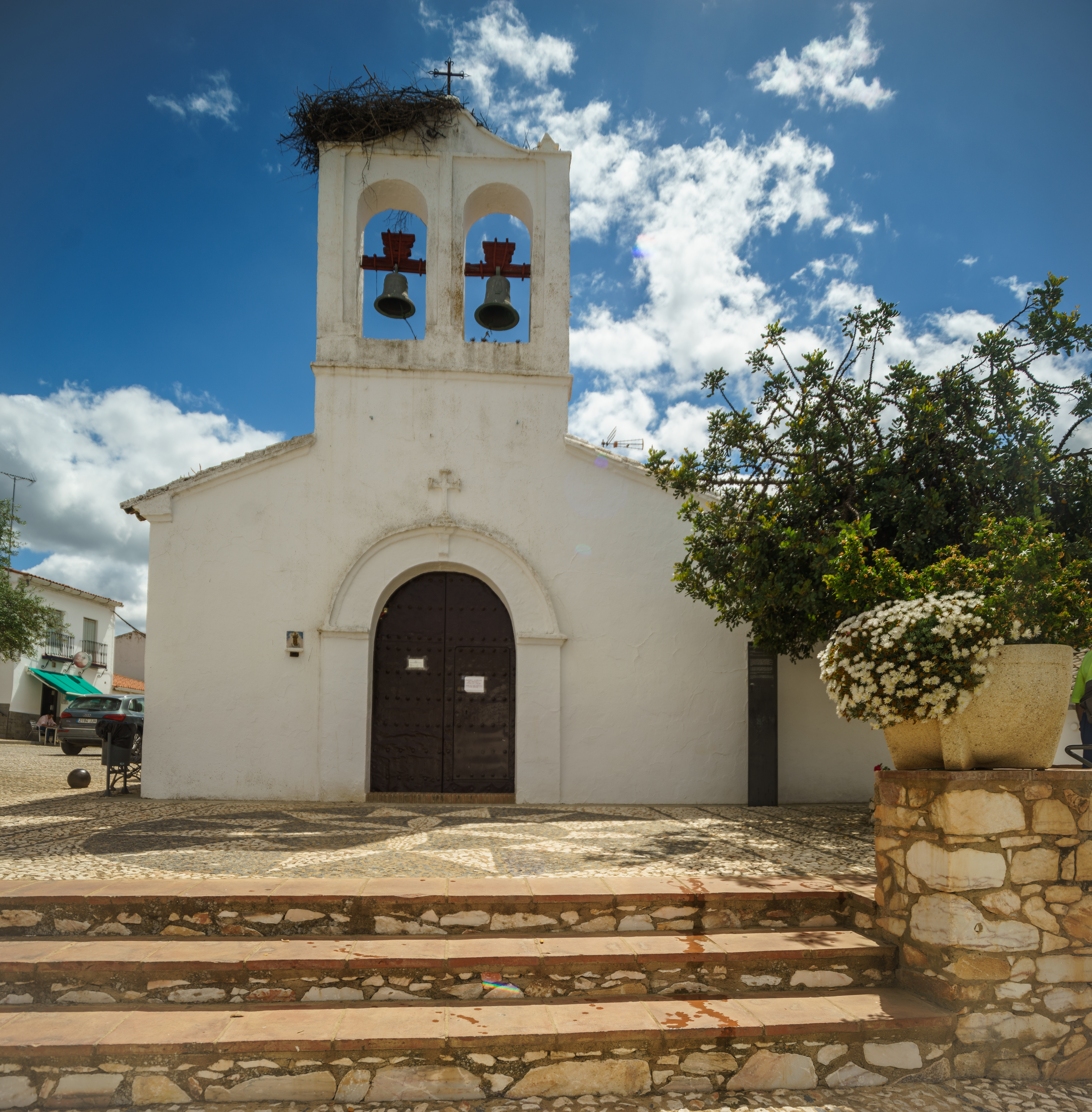
Antoniuskapelle
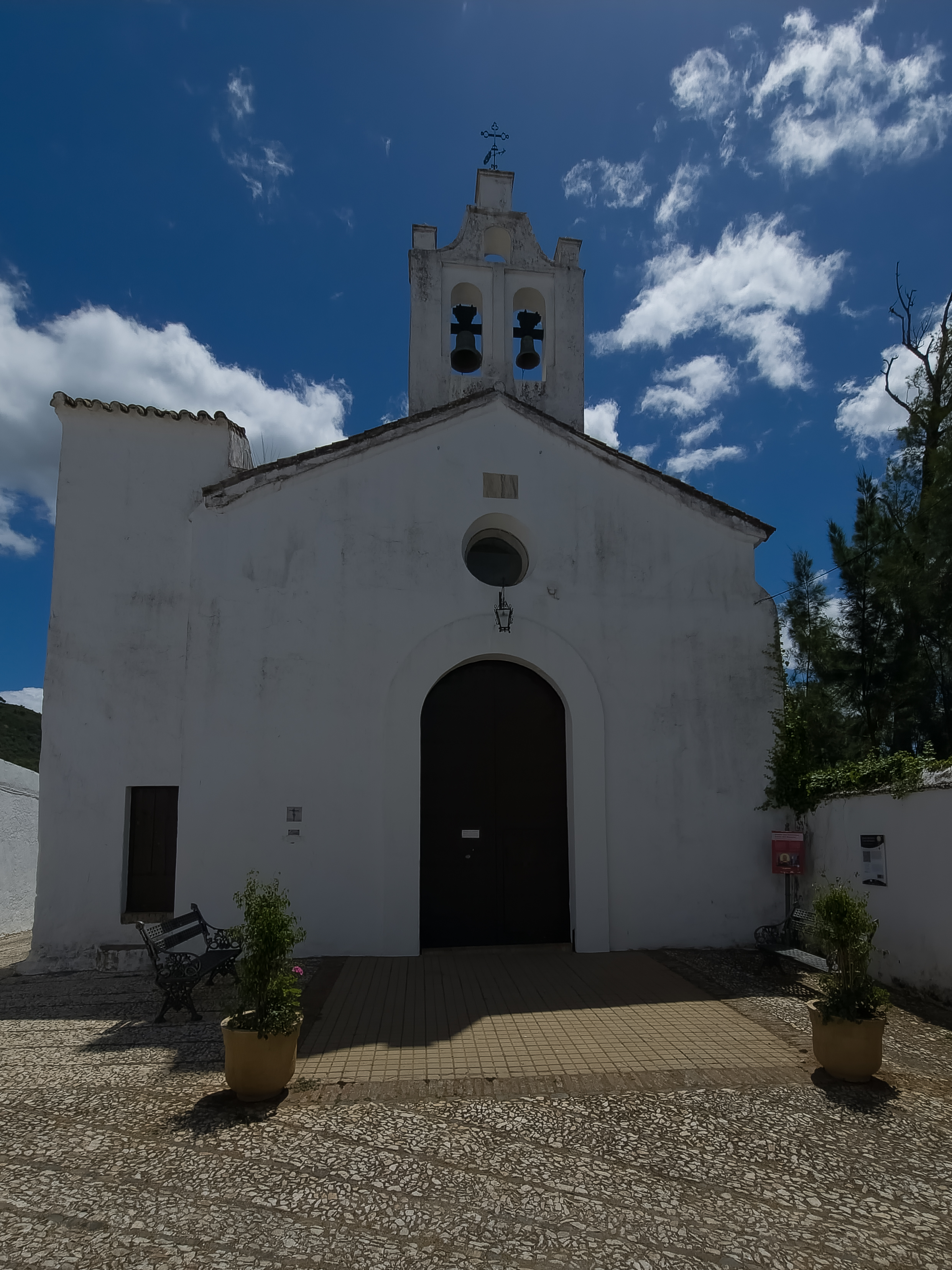
Christuskapelle
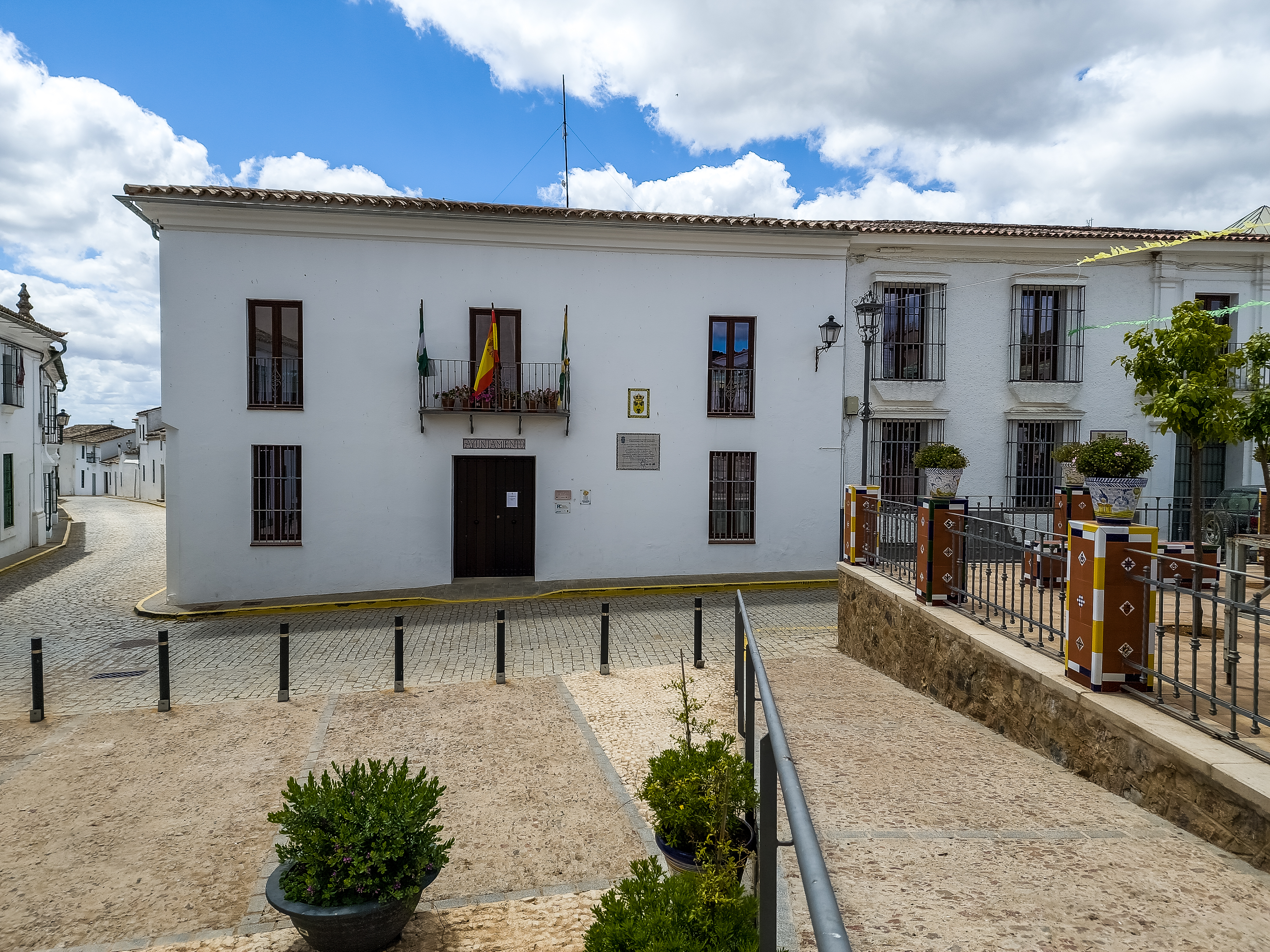
Rathaus

## Persönlichkeiten
- Alonso Miguel de Tovar (1678–1752), Maler
- Manuel Fal Conde (1894–1975), Anwalt und Umstürzler
- Sebastián Santos Rojas (1895–1977), Bildhauer